# Oca riallera grossa
L'oca riallera grossa (Anser albifrons), també anomenada oca cridanera al País Valencià i oca carablanca a les Illes Balears, és una espècie d'ocell de la família dels anàtids i de l'ordre dels anseriformes, considerada una oca.
L'oca riallera grossa fa uns 64-78 cm de llargada i té com a tret característic una franja blanca al voltant del bec que els apareix a partir del primer hivern. El seu plomatge és gris i marronós, més fosc a la part que envolta la franja blanca, i amb barres negres irregulars a la regió ventral. Les seves potes són ataronjades.
Cria principalment a l'oest de Groenlàndia i al nord de Sibèria. Passa l'hivern dispersada arreu d'Europa. La seva presència als Països Catalans és accidental a l'hivern, però darrerament és una mica més comuna als aiguamolls litorals.